# 木村九蔵
木村 九蔵（きむら くぞう、弘化2年10月10日（1845年11月9日） - 1898年（明治31年）1月29日）は埼玉県の養蚕家。競進社・日本蚕種貯蔵庫社長、埼玉県立児玉白楊高等学校校祖。一派温暖育を考案し、競進社模範蚕室を建設した。高山社の高山長五郎は実兄。

## 生涯

### 養蚕業の開始
弘化2年（1845年）10月10日上野国緑野郡高山村の豪農高山寅蔵の五男として生まれた。幼名は巳之助。安政4年（1857年）父が多胡郡日野村に隠居すると、その隠宅で家事に従事した。
近隣農家から蚕卵紙を譲り受け、屋根裏で養蚕を試みたところ、良質な繭を得たので、翌年実家に呼び戻され、兄長五郎と養蚕の事業化を試みたが、蚕は一転して白彊病（コシャリ病）で全滅してしまった。同じ養育方法を用いながら異なる結果となるのは養育環境が違うせいだと考え、以前の養育環境に倣い、蚕室に空気を取り込むよう家を改造し、常時囲炉裏を炊いた結果、文久元年（1861年）再び良質な繭を得ることに成功した。
兄弥次郎の養家木村弥次右衛門宅で養蚕に従事する中、元治元年（1864年）次女志満子と結婚し、縁家木村勝五郎家の再興を依頼され、慶応3年（1867年）3月神流川岸寄島河原を開拓して新居を構えた。

### 一派温暖育の確立と普及
明治初年、隣村渡瀬村原善三郎に託して横浜で自製品の輸出を試みたが、福島県梁川の養蚕家中村佐平次に品質を酷評されたため、更に改良を重ね、火力による空気流通・湿度調整に主眼を置く独自の養蚕方法を確立し、明治5年（1872年）頃「一派温暖育」と称し、甥木村豊太郎、浦部良太郎等を通じて普及活動を行った。
蚕を信仰対象として出来を祈っていた農民からは「寄島の衣笠神」と崇められる一方、伝統的自然観と対立する常時保温という手法は「熬（あぶ）り飼い」とも揶揄された。魔術を用いているとの噂も立ち、大里郡荒川岸某村に出講した際、祟りを恐れた住民に注連縄を張って塩を撒かれたり、某所での講演に蚕種催青器を持ち込んだところ、魔神の入った容器と誤解され、聴衆に猟銃を発砲されたこともあったという。
時間単位での通風管理を要したため、従来の女性による稲作の副業としての養蚕では敷居が高かったが、養蚕業の専業化、労働集約化が進むにつれて受容されていった。

### 競進社の設立

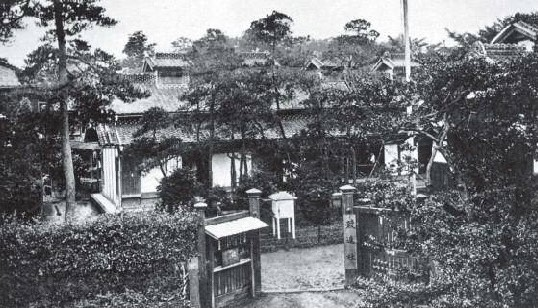
明治末期頃の競進社

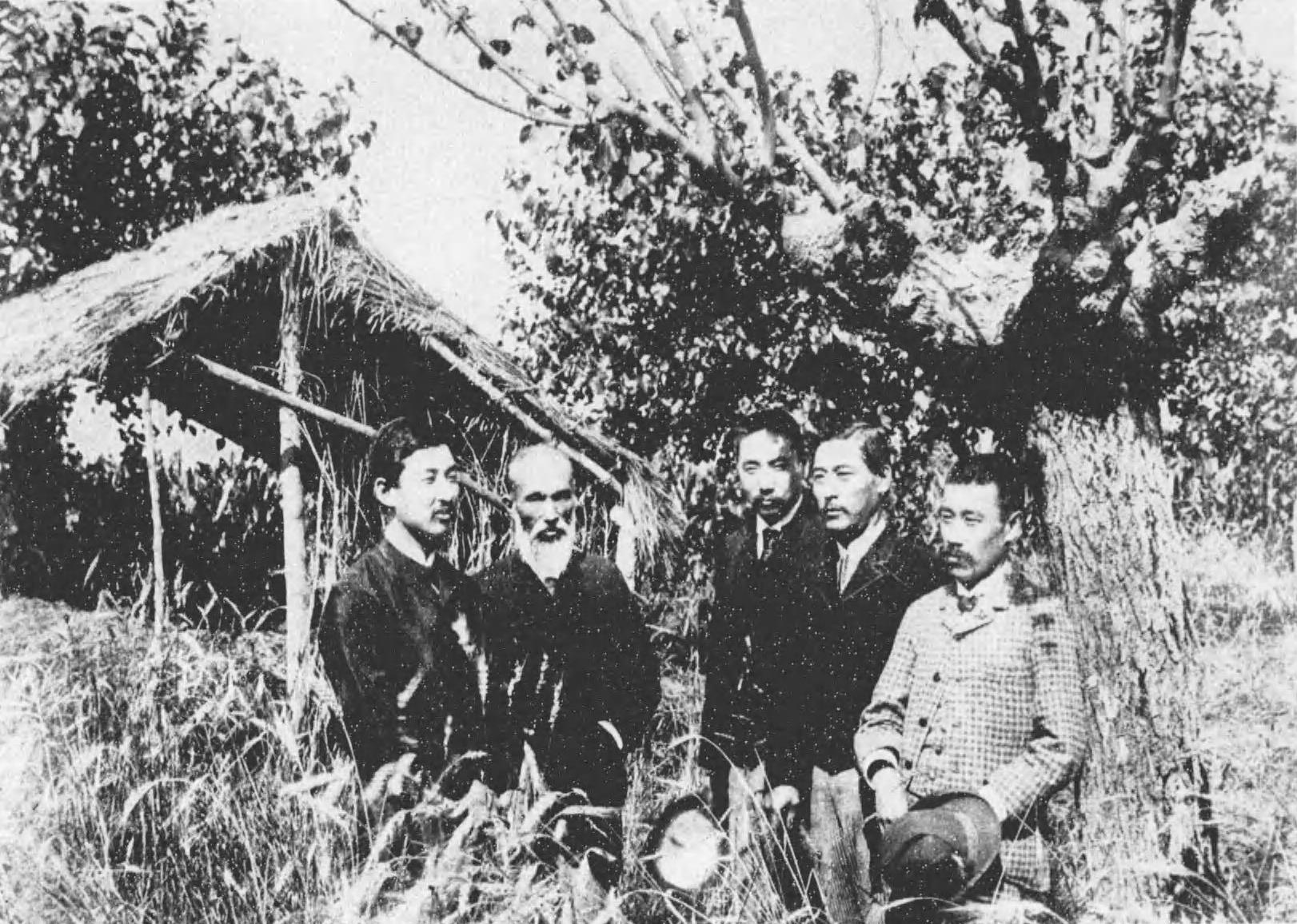
ミラノにて、右から三吉、木村、高島、大里、田中

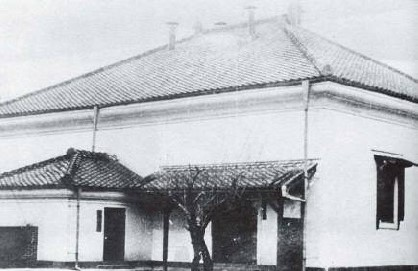
日本蚕種貯蔵株式会社貯蔵庫

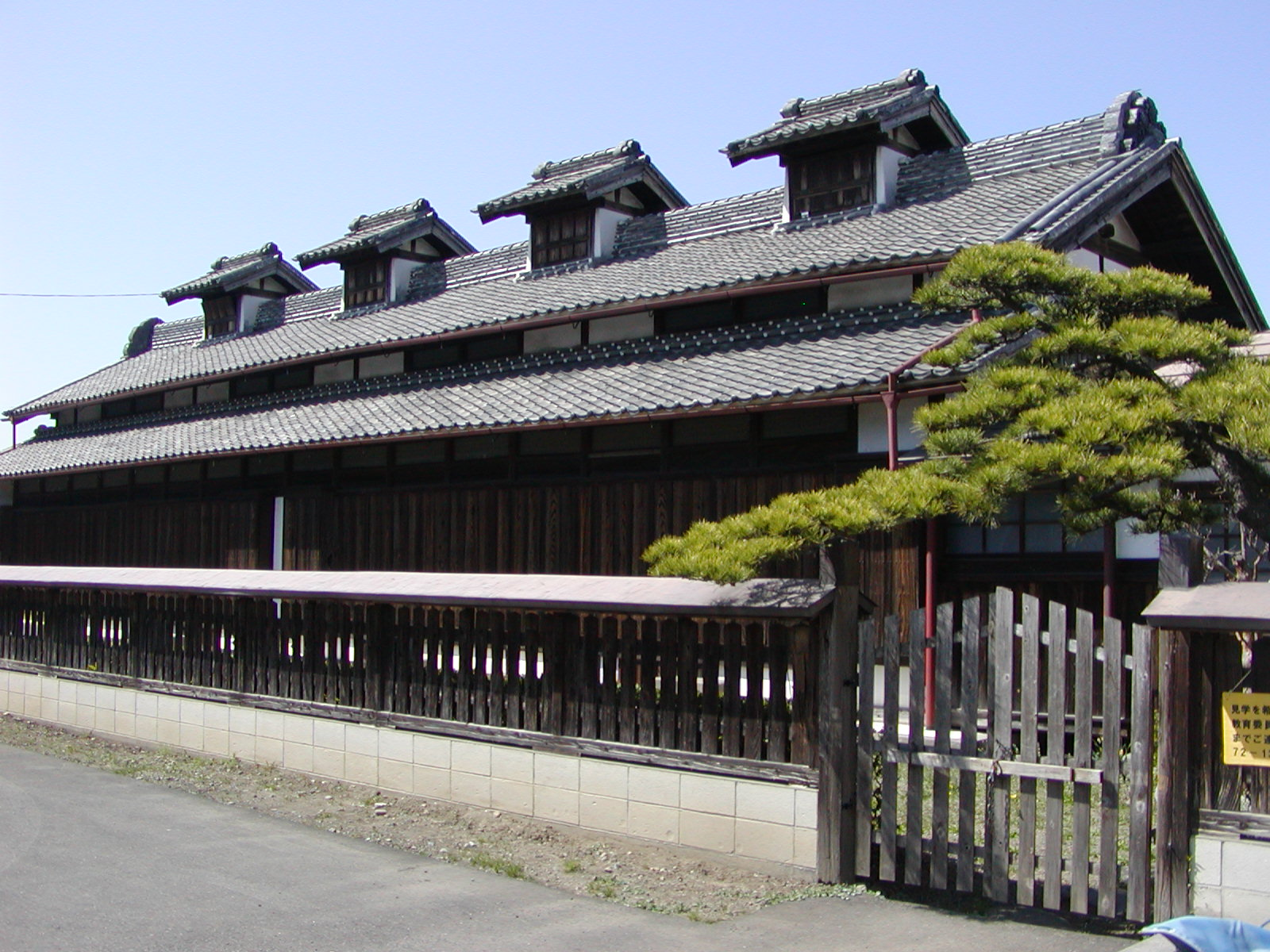
競進社模範蚕室

1877年（明治10年）4月養蚕改良競進組を結成し、全国に教授員を派遣して養蚕法を広めた。
1878年（明治11年）神奈川県主催聯合共進会で蚕種改良の必要性を指摘され、1879年（明治13年）3月前橋の製糸家勝山宗三郎から蚕卵紙を譲り受け、1881年（明治14年）3月埼玉県庁に提出する際、「白玉新撰」と命名した。
1881年（明治14年）以来松方デフレで繭・生糸の価格が暴落し、秩父事件が勃発する中、1884年（明治17年）競進組を競進社に改組し、新宿村の自宅に本社、児玉町に出張事務所、11月同町に養蚕伝習所を設立し、養蚕法を伝授し、養蚕業の振興に務めた。
1889年（明治22年）3月農商務省の命でパリ万国博覧会とイタリア・フランスの製糸業を視察するため大里忠一郎・田中甚平・三吉米熊・高島得三と洋行し、リヨン・ローマ・パリ・ロンドンを巡り、パドヴァ養蚕実験局ではエンリコ・ヴェルソンに蚕種保護法を学び、10月18日帰郷した。
1892年（明治25年）洋行中に見た倉庫を参考に、埼玉県知事吉田清英の援助、農商務課長山中福永の周旋、辰野金吾の設計で本庄町に蚕種貯蔵庫を建設し、日本蚕種貯蔵会社を設立し、他の業者から蚕種保存を請け負った。1894年（明治27年）イタリアの蚕室をモデルに養蚕伝習所に競進社模範蚕室を建設した。

### 死去
1895年（明治28年）1月9日呼吸器を患って東京北里研究所病院養生園に入院し、6月退院して帰郷した。1897年（明治30年）2月より学理的な教育を行うため蚕業講究所を開校したが、12月16日病気が再発し、1898年（明治31年）1月29日夜自宅で死去した。辞世は「七たびの世を迎かうとも変わらじと蚕飼の道に尽くす心は」。2月7日新宿の先祖の墓域に葬られた。法名は泰徳院国運良済居士。

## 顕彰
1900年（明治33年）11月金鑚神社隣の丘上に木村翁頌徳碑が建立された。
1982年（昭和57年）版『さいたま郷土かるた』に「養蚕の技術進めた木村九蔵」が入選した。
1989年（平成元年）11月22日講究所跡地の児玉公民館前に「産業教育発祥之地」碑が建てられた。
2013年（平成25年）11月10日模範蚕室敷地内に胸像が建てられた。

## 著書
- 1890年（明治23年） 『木村九蔵君演説筆記』（木村豊太郎編集）
- 1892年（明治25年） 『挿図 養蚕実談』（逸見恒三郎共述、紅林七五郎編集）
- 1893年（明治26年） 『木村九蔵氏養蚕伝習所春蚕飼育日表』（中村高樹筆記）[30]
- 1889年（明治22年） 『欧行日記』[17]

## 栄典
- 1894年（明治27年）1月26日 緑綬褒章[31]
- 1918年（大正7年）11月18日 贈従五位[32][33][34]

## 家族

### 高山家

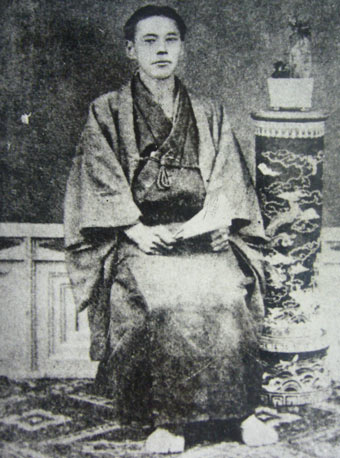
高山長五郎

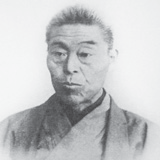
折茂藤太郎 (3代目)

高山氏は平姓を称し、永禄年間高山遠江守満重は関東管領上杉憲政に従って高山城に住み、その子右馬助重正は武田氏、後北条氏に属した。子孫は代々高山村名主を務めた。
- 曽祖父：高山長五郎[37]
- 祖父：高山勇右衛門[37]
- 父：高山寅蔵 – 足利藩士小林源左衛門次男[24]。安政4年（1857年）多胡郡日野村に退隠した[1]。
- 母：さよ子[1]
- 兄：新太郎 – 長男が家を継がない仕来りにより、高崎で商人となった[24]。
- 兄：長五郎 – 安政4年（1857年）家を継いだ[1]。高山社社長。
- 兄：弥太郎 – 木村弥次右衛門長女と結婚[38]。
- 兄：綱次郎（折茂藤太郎 (3代目)） - 競進社教授員[39]。
- 兄 – 夭折[24]。
- 姉妹 – 夭折[24]。
- 姉妹：浪子 – 高崎市在住[24]。
- 姉妹：多勢子 – 児玉町の製糸家に嫁いだ[24]。

### 木村家

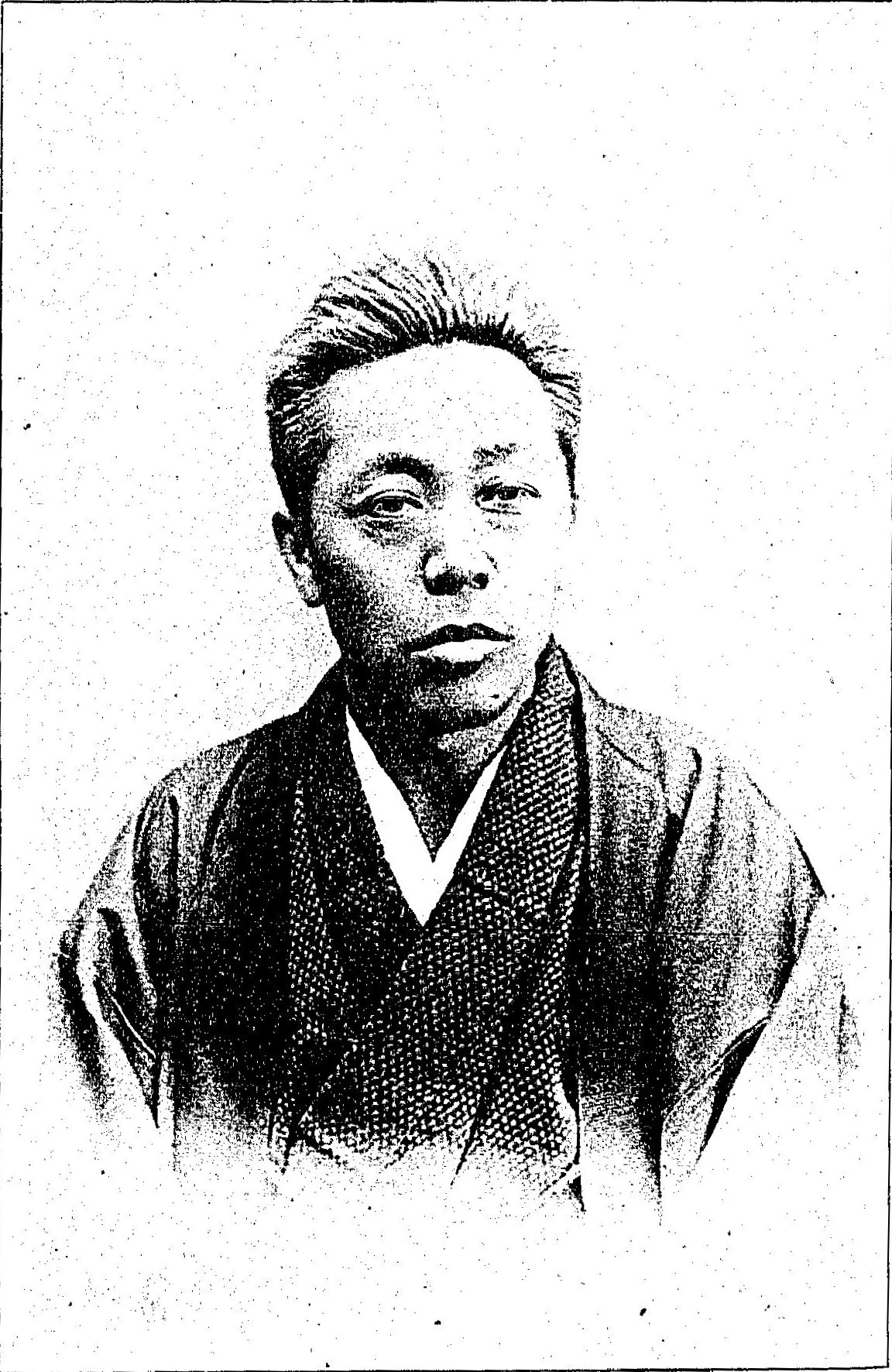
木村豊太郎

遠祖は坂上田村麻呂といい、先祖木村是宗は近江国木村郷に住み、宇野七郎親治の子是治が跡を継いだ。その子孫治郎五郎是利は乱を避けて武蔵国児玉郡新宿村に移り、土地を開拓した。
- 義父：木村弥次右衛門[41]
- 兄：木村弥太郎 - 明治5年（1872年）10月7日没[8]。
  - 甥：豊太郎 - 競進社副社長。
- 妻：志満子 - 木村弥次右衛門次女[40]。元治元年（1864年）結婚[40]。競進社養蚕伝習所教授[42]。
- 長男：貞蔵（木村九蔵 (2代目)）[43] - 競進社蚕業学校第3代校長[44]。
  - 孫：貞蔵（木村九蔵 (3代目)）[44]
    - 曽孫：町田尚夫 - さいたま市在住[44]。
- 次男：理作 – 夭折[43]。